# Allium prostratum
Allium prostratum là một loài thực vật có hoa trong họ Amaryllidaceae. Loài này được Trevir. mô tả khoa học đầu tiên năm 1822.